# سماي (مقاطعة كلاردشت)
سماي (بالفارسية: سمای) هي قرية تقع في قسم بيرون‌بشم الريفي (مقاطعة كلاردشت) في إيران. يقدر عدد سكانها بـ 57 نسمة بحسب إحصاء 2016.